# Ctenolimnophila (Campbellomyia) madagascariensis
Ctenolimnophila (Campbellomyia) madagascariensis is een tweevleugelige uit de familie steltmuggen (Limoniidae). De soort komt voor in het Afrotropisch gebied.